# ربکا بلنک
ربکا بلنک (انگلیسی: Rebecca Blank؛ زادهٔ ۱۹ سپتامبر ۱۹۵۵) یک سیاست‌مدار اهل ایالات متحده آمریکا است.